# 다마이촌
다마이촌(玉井村)은 오카야마현 조토군에 설치되었던 촌이다. 현재의 오카야마시에 해당한다.

## 역사
- 1889년 6월 1일 - 정촌제 시행에 의해 조토군 다마이촌이 발족하였다
- 1955년 2월 1일 - 만토미촌, 가타세촌과 합병해 세토정이 발족하여 폐지되었다.

## 참고문헌
- 角川日本地名大辞典 33 岡山県
- 『市町村名変遷辞典』東京堂出版、1990年。